# Austrochorema nama
Austrochorema nama är en nattsländeart som beskrevs av Arturs Neboiss 1962. Austrochorema nama ingår i släktet Austrochorema och familjen Hydrobiosidae. Inga underarter finns listade i Catalogue of Life.